# Estline
Estline – estońsko-szwedzkie przedsiębiorstwo żeglugowe, założone w 1990 roku jako joint venture spółki Nordström & Thulin oraz estońskiego rządu (poprzez Eesti Merelaevandus). Przez 10 lat przedsiębiorstwo miało wyłączność na obsługę ruchu pasażerskiego pomiędzy Tallinnem a Sztokholmem.
W 1994 zarządzana przez Estline MS Estonia zatonęła na Bałtyku, pochłaniając życie 852 osób. W 1998 Nordström & Thulin opuścił spółkę, a w 2001 ogłoszona została upadłość przedsiębiorstwa.

## Statki
- MS Nord Estonia - następnie MS Vana Tallinn we flocie Tallink, zezłomowana w 2014 w Turcji
- MS Estonia
- MS Mare Balticum
- MS Regina Baltica
- MS Baltic Kristina

### Jednostki typuRO-PAX[2]
- Maersk Friesland (1992-1993) - obecnie Rize Ipekyolu w Turcji
- Cap Canaille (1994)
- Donata (1994) - zezłomowana w Turcji w 2000
- Bore Song (1995) – sprzedana Notos Shipping Co w 2007
- Nord Neptunus, potem Neptunia (1992-1994, 1995–1997, 1998–1999) – zezłomowana w Aliağa w Turcji w 2007
- Cap Afrique (1996) – sprzedana w Turcji i zezłomowana w 2007
- Parchim (1996) – później pływająca pod banderą Bahamów
- Bolero (1997) – następnie stacjonująca w Leirvík w Norwegii
- Transest (2000) – w 2006 zezłomowana w Indiach